# Hermann III. (Baden)
Markgraf Hermann III. von Baden, genannt der Große, (* um 1105; † 16. Januar 1160) war Markgraf von Verona und Baden.
Hermann III. ist Sohn von Hermann II. von Baden und Judith von Backnang. Er war Regent der Markgrafschaft Baden von 1130 bis 1160.
Hermann III. war den Staufern treu ergeben und kam so in Konflikt mit seiner Verwandtschaft, den Zähringer-Schwaben. 1140 war er an der Belagerung der Burg Weibertreu beteiligt und erhielt die Reichsvogtei Selz im Elsass.
1151 wurde die Markgrafschaft Verona, die seit 976, der Schaffung des Herzogtums Kärnten, unter der Verwaltung der Kärntner Herzöge war, von König Konrad III. an den Markgrafen Hermann III. verliehen.
Aus dem Jahre 1153 existiert eine Schenkungsurkunde, in der der Staufer König Friedrich I. den Hof Besigheim dem Markgrafen Hermann III. von Baden verkauft, dies ist die erste urkundliche Erwähnung von Besigheim.
Im Jahre 1154 kämpfte er in der Lombardei und begleitete den Kaiser im Krieg gegen Mailand.
Hermann III. war Teilnehmer des Zweiten Kreuzzuges und war an den ersten Italienfeldzügen Friedrich I. Barbarossas beteiligt.

## Ehen
Markgraf Hermann heiratete vor 1134 die Adlige Bertha, deren genaue Herkunft unklar ist und die oftmals den Staufern zugeschrieben wird. Möglicherweise schloss er nach 1141 noch eine zweite Ehe mit Maria von Böhmen, der Tochter von Herzog Soběslav I.
Kinder:
- Hermann († 13. September 1190); später regierender Markgraf

Hermann III. wurde im Augustiner-Chorherrenstift in Backnang beigesetzt.
Siehe auch:
- Stammliste des Hauses Baden